# Junzhuang
Junzhuang (kinesiska: 军庄, 军庄镇) är en köping i Kina. Den ligger i Mentougou i storstadsområdet Peking, i den norra delen av landet, omkring 28 kilometer väster om stadskärnan. Antalet invånare är 12 516. Befolkningen består av 6 035 kvinnor och 6 481 män. Barn under 15 år utgör 9,0 %, vuxna 15-64 år 79 %, och äldre över 65 år 10,0 %.